# 참고도
참고도는 기보 해설에서, 실전의 내용과 비교 검토하기 위한 참고용으로 다양한 수순의 변화를 예시하는 그림이다. 비슷한 말로 변화도가 있다.